# Marisela Moreno
Marisela Moreno Montero (Ciudad de Panamá, Panamá, 7 de agosto de 1972) es una modelo panameña y ganadora del título de concurso de belleza Señorita Panamá Mundo 1995 . También representó a Panamá en el certamen número 45 de Miss Mundo, que se llevó a cabo en el Entertainment Center de Sun City, Sudáfrica. Luego de ser Miss Panamá, se convirtió en una de las presentadoras de televisión más exitosas de Panamá. También es la única panameña que ha sido presentadora en el Festival de Viña del Mar en Chile. 

## Biografía

### Miss Mundo
Representando al zona del Distrito Central, Moreno ganó el título de Señorita Panamá Mundo (Miss Panamá Mundo) en septiembre de 1995. Unos meses más tarde, el 18 de noviembre de 1995, en Sun City, Sudáfrica, ella y 84 concursantes compitieron por el título de Miss Mundo 1995.

### Vida después de Miss Mundo
Desde que terminó su reinado como Señorita Panamá Mundo, Moreno ha aparecido en calendarios, comerciales y como presentadora de diferentes eventos y programas de televisión. es la única presentadora de televisión panameña que ha sido animadora del Festival de Viña del Mar en 1998. Marisela Moreno es copropietaria de la productora de televisión E.Motion TV, Ad & Films, creadora de la marca "Mujer Auténtica" ("Cuando eres Auténtica no tienes competencia"), y propietaria del local Zona del Canal de Panamá. Revista. y en el 2010 fue nombrada directora de Señorita Panamá, adquiriendo los derechos del concurso antes llamado Miss Panamá y ahora nuevamente llamado Concurso Oficial Panameño, responsable de elegir a las representantes de Panamá al Miss Universo, Miss Continente Americano, y Miss Mundo.

## Vida personal
Tiene dos hijos y está casada con el Dr. Ángel Vallarino, dentista.